# NGC 2531
NGC 2531 је ознака објекта на координатама са ректансцензијом 8h 7m 56,0s и деклинацијом + 17° 50" 6'. Открио га је Гијом Бигурдан, 29. јануара 1887. Каснијим посматрањима на том положају није уочен никакав астрономски објекат.